# CR125 (Luxemburg)
De CR125 (Chemin Repris 125) is een verkeersroute in Luxemburg tussen Walferdange (N7) en Fischbach (CR120). De route bestaat uit twee delen en heeft een gezamenlijke lengte van ongeveer 12 kilometer.

## Routeverloop

### Walferdange
De CR125 begint in Walferdange aan de N7 en gaat richting het oosten. Onderweg kruist de route de CR233 en de spoorlijn Luxemburg - Troisvierges door middel van een overweg. Hierna verlaat de CR125 het bebouwde gebied en gaat naar de A7 toe, waar het geen aansluiting op heeft. Hierbij gaat de route door bosgebied heen en stijgt gemiddeld met 8% in hoogte. Vlak voor de tunnel van de A7 buigt de weg naar het zuidoosten af. Hier wordt de route van de CR125 onderbroken. Vanaf deze bocht begint de CR126.
Voorheen lag hier bij deze bocht een kruising en liep er een weg naar het noorden naar de CR124 waar de CR125 over heen ging. Echter door de bouw van de A7 is deze weg vervangen door (nood)zandwegen en is daardoor niet meer toegankelijk voor het verkeer.
De route vanaf Walferdange tot aan deze bocht heeft een lengte van ongeveer 2,5 kilometer.

### Asselscheuer - Fischbach
Na een onderbreking van ongeveer 3,5 kilometer begint het tweede deel van de CR125 in Asselscheuer aan de CR124. De route gaat globaal naar het noorden naar Blaschette toe tussen de open velden. Hierna gaat de route door de bossen en via bochtige wegen via Stuppicht naar Fischbach. In Fischbach buigt de route naar het oosten af en gaat langs de bosrand naar de CR119 waar de route eindigt. Dit tweede gedeelte van de CR125 is ongeveer 9,6 kilometer lang.

## Plaatsen langs de CR125
- Walferdange
- Asselscheuer
- Blaschette
- Stuppicht
- Fischbach

CR101 ·
CR102 ·
CR103 ·
CR104 ·
CR105 ·
CR106 ·
CR107 ·
CR108 ·
CR109 ·
CR110 ·
CR111 ·
CR112 ·
CR113 ·
CR114 ·
CR115 ·
CR116 ·
CR117 ·
CR118 ·
CR119 ·
CR120 ·
CR121 ·
CR122 ·
CR123 ·
CR124 ·
CR125 ·
CR126 ·
CR127 ·
CR128 ·
CR129 ·
CR130 ·
CR131 ·
CR132 ·
CR133 ·
CR134 ·
CR135 ·
CR136 ·
CR137 ·
CR138 ·
CR139 ·
CR140 ·
CR141 ·
CR142 ·
CR143 ·
CR144 ·
CR145 ·
CR146 ·
CR147 ·
CR148 ·
CR149 ·
CR150 ·
CR151 ·
CR152 ·
CR153 ·
CR154 ·
CR155 ·
CR156 ·
CR157 ·
CR158 ·
CR159 ·
CR160 ·
CR161 ·
CR162 ·
CR163 ·
CR164 ·
CR165 ·
CR166 ·
CR167 ·
CR168 ·
CR169 ·
CR170 ·
CR171 ·
CR172 ·
CR173 ·
CR174 ·
CR175 ·
CR176 ·
CR177 ·
CR178 ·
CR179 ·
CR180 ·
CR181 ·
CR182 ·
CR183 ·
CR184 ·
CR185 ·
CR186 ·
CR187 ·
CR188 ·
CR189 ·
CR190
CR200 ·
CR201 ·
CR202 ·
CR203 ·
CR204 ·
CR205 ·
CR206 ·
CR207 ·
CR208 ·
CR210 ·
CR211 ·
CR212 ·
CR213 ·
CR215 ·
CR216 ·
CR217 ·
CR218 ·
CR219 ·
CR220 ·
CR221 ·
CR222 ·
CR223 ·
CR224 ·
CR225 ·
CR226 ·
CR227 ·
CR228 ·
CR229 ·
CR230 ·
CR231 ·
CR232 ·
CR233 ·
CR234
CR301 ·
CR302 ·
CR303 ·
CR304 ·
CR305 ·
CR306 ·
CR307 ·
CR308 ·
CR309 ·
CR310 ·
CR311 ·
CR312 ·
CR313 ·
CR314 ·
CR315 ·
CR316 ·
CR317 ·
CR318 ·
CR319 ·
CR320 ·
CR321 ·
CR322 ·
CR323 ·
CR324 ·
CR325 ·
CR326 ·
CR327 ·
CR328 ·
CR329 ·
CR330 ·
CR331 ·
CR332 ·
CR333 ·
CR334 ·
CR335 ·
CR336 ·
CR337 ·
CR338 ·
CR339 ·
CR340 ·
CR341 ·
CR342 ·
CR343 ·
CR344 ·
CR345 ·
CR346 ·
CR347 ·
CR348 ·
CR349 ·
CR350 ·
CR351 ·
CR352 ·
CR353 ·
CR354 ·
CR355 ·
CR356 ·
CR357 ·
CR358 ·
CR359 ·
CR360 ·
CR361 ·
CR362 ·
CR364 ·
CR365 ·
CR366 ·
CR367 ·
CR368 ·
CR369 ·
CR370 ·
CR371 ·
CR372 ·
CR373 ·
CR374 ·
CR375 ·
CR376 ·
CR377 ·
CR378 ·
CR379
Routes die cursief vermeld staan, zijn voormalige routes.